# Šenov
Šenov là một thị trấn thuộc huyện Ostrava-město, vùng Moravskoslezský, Cộng hòa Séc.